# Antivazebné molekulové orbitaly

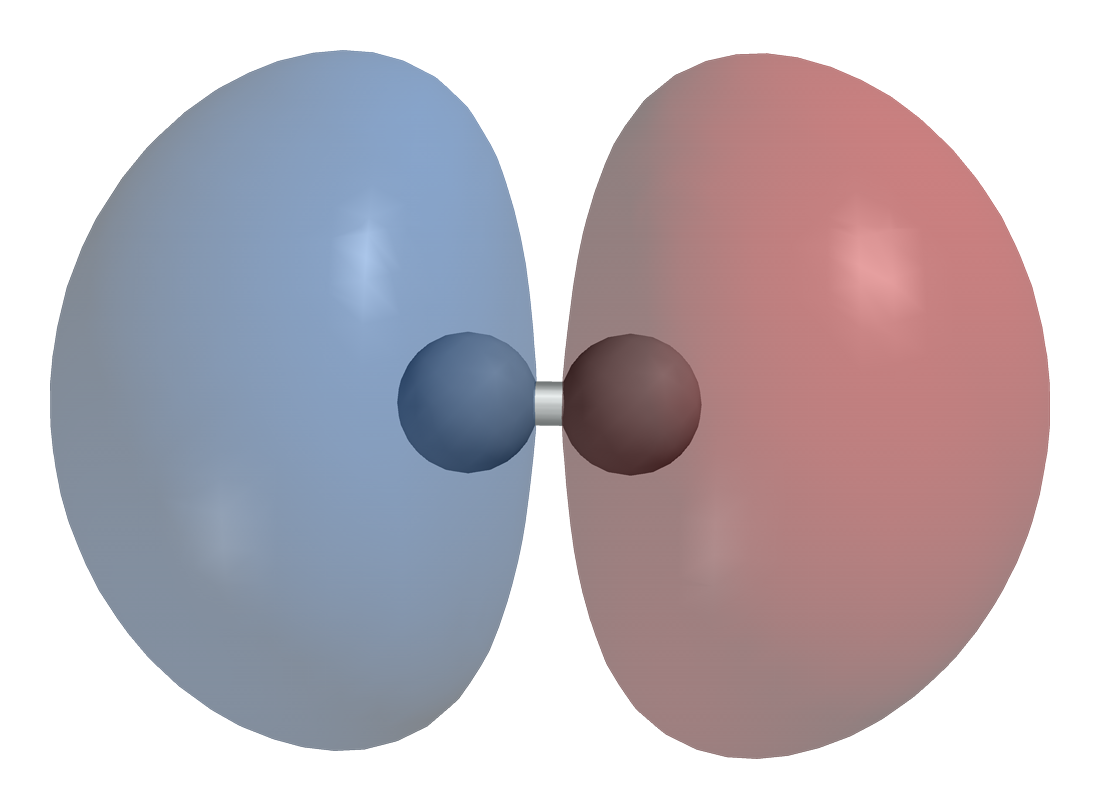
H _{2} 1sσ * Antivazebný molekulový orbital

V teorii chemických vazeb je antivazebný molekulový orbital typem molekulárního orbitalu, který oslabuje chemickou vazbu mezi dvěma atomy a pomáhá zvyšovat energii molekuly do stavu vyššího, než mají jednotlivé atomy.
Hustota elektronů je koncentrována mimo oblast vazby. Odtahuje jedno jádro od druhého a má tudíž tendenci způsobovat vzájemné odpuzování mezi dvěma atomy.  
Stojí tak v protikladu k vazebným orbitalům, které mají nižší energii, než jednotlivé atomy molekuly a přímo tvoří chemickou vazbu.
Jejich působení lze pozorovat například v alkanech.